# Tokat Belediye Plevne Spor Kulübü 2019-2020 (pallavolo maschile)
Questa voce raccoglie le informazioni riguardanti il Tokat Belediye Plevne Spor Kulübü nelle competizioni ufficiali della stagione 2019-2020.

## Organigramma societario
Area direttiva
- Presidente: Eyüp Eroğlu

Area tecnica
- Allenatore: İlker Alkan
- Allenatore in seconda: Fatih Gür
- Scoutman: Eser Kocaarslan

## Rosa
| N° | Nome                 | Ruolo | Data di nascita  | Nazionalità sportiva |
| -- | -------------------- | ----- | ---------------- | -------------------- |
| 1  | Uğur Savaş           | S     | 24 febbraio 1998 | Turchia              |
| 2  | Gökhan Çatal         | P     | 14 febbraio 1990 | Turchia              |
| 3  | Mert Tetik           | S     | 27 agosto 1993   | Turchia              |
| 4  | Alperay Demirciler   | L     | 1º febbraio 1993 | Turchia              |
| 5  | Atakan Topal         | C     | 1º gennaio 2000  | Turchia              |
| 6  | Cansın Hacıbekiroğlu | C     | 12 luglio 1987   | Turchia              |
| 7  | Bedirhan Bülbül      | C     | 29 luglio 1999   | Turchia              |
| 8  | Anıl Durgut          | S     | 25 giugno 1997   | Turchia              |
| 9  | Mehmet Hacıoğlu      | S     | 29 maggio 1995   | Turchia              |
| 10 | Velizar Černokožev   | O     | 23 aprile 1995   | Bulgaria             |
| 11 | Cansın Çınar         | C     | 13 febbraio 1990 | Turchia              |
| 12 | Július Firkaľ        | S     | 14 gennaio 1998  | Slovacchia           |
| 13 | Semih Çelik          | L     | 29 novembre 1988 | Turchia              |
| 15 | Halil Dolaşık        | S     | 10 aprile 1996   | Turchia              |
| 17 | Berkant Hızarcı      | O     | 14 giugno 1999   | Turchia              |
| 18 | Ahmet Arslan         | C     | 7 dicembre 1990  | Turchia              |

## Statistiche

### Statistiche di squadra
| Competizione     | Punti | In casa | In casa | In casa | In trasferta | In trasferta | In trasferta | Totale | Totale | Totale |
| Competizione     | Punti | G       | V       | P       | G            | V            | P            | G      | V      | P      |
| ---------------- | ----- | ------- | ------- | ------- | ------------ | ------------ | ------------ | ------ | ------ | ------ |
| Efeler Ligi      | 16    | 11      | 4       | 7       | 11           | 2            | 9            | 22     | 6      | 16     |
| Coppa di Turchia | -     | 1       | 0       | 1       | 1            | 0            | 1            | 2      | 0      | 2      |
| Challenge Cup    | -     | 2       | 1       | 1       | 2            | 1            | 1            | 4      | 2      | 2      |
| Totale           | -     | 14      | 5       | 9       | 14           | 3            | 11           | 28     | 8      | 20     |

G = partite giocate; V = partite vinte; P = partite perse

### Statistiche dei giocatori
| Giocatore        | Campionato | Campionato | Campionato | Campionato | Campionato | Coppa di Turchia | Coppa di Turchia | Coppa di Turchia | Coppa di Turchia | Coppa di Turchia | Challenge Cup | Challenge Cup | Challenge Cup | Challenge Cup | Challenge Cup | Totale | Totale | Totale | Totale | Totale |
| Giocatore        | P          | PT         | AV         | MV         | BV         | P                | PT               | AV               | MV               | BV               | P             | PT            | AV            | MV            | BV            | P      | PT     | AV     | MV     | BV     |
| ---------------- | ---------- | ---------- | ---------- | ---------- | ---------- | ---------------- | ---------------- | ---------------- | ---------------- | ---------------- | ------------- | ------------- | ------------- | ------------- | ------------- | ------ | ------ | ------ | ------ | ------ |
| A. Arslan        | 10         | 38         | 29         | 4          | 5          | 1                | 0                | 0                | 0                | 0                | 3             | 14            | 8             | 4             | 2             | 14     | 52     | 37     | 8      | 7      |
| B. Bülbül        | 22         | 211        | 142        | 60         | 9          | 2                | 15               | 12               | 3                | 0                | 3             | 28            | 18            | 5             | 5             | 27     | 254    | 172    | 68     | 14     |
| G. Çatal         | 22         | 43         | 11         | 23         | 9          | 2                | 0                | 0                | 0                | 0                | 4             | 15            | 5             | 5             | 5             | 28     | 58     | 16     | 28     | 14     |
| S. Çelik         | 22         | 0          | 0          | 0          | 0          | 2                | 0                | 0                | 0                | 0                | 4             | 0             | 0             | 0             | 0             | 28     | 0      | 0      | 0      | 0      |
| V. Černokožev    | 11         | 130        | 112        | 10         | 8          | 1                | 0                | 0                | 0                | 0                | 2             | 26            | 22            | 2             | 2             | 14     | 156    | 134    | 12     | 10     |
| C. Çınar         | 14         | 34         | 28         | 4          | 2          | 2                | 14               | 11               | 1                | 2                | 4             | 15            | 11            | 3             | 1             | 20     | 63     | 50     | 8      | 5      |
| A. Demirciler    | 12         | 0          | 0          | 0          | 0          | 2                | 0                | 0                | 0                | 0                | 3             | 0             | 0             | 0             | 0             | 17     | 0      | 0      | 0      | 0      |
| H. Dolaşık       | 18         | 5          | 0          | 1          | 4          | 2                | 3                | 1                | 2                | 0                | 4             | 2             | 0             | 0             | 2             | 24     | 10     | 1      | 3      | 6      |
| A. Durgut        | 6          | 3          | 3          | 0          | 0          | 0                | 0                | 0                | 0                | 0                | 3             | 5             | 5             | 0             | 0             | 9      | 8      | 8      | 0      | 0      |
| J. Firkaľ        | 22         | 327        | 285        | 19         | 23         | 2                | 48               | 41               | 6                | 1                | 4             | 58            | 51            | 4             | 3             | 28     | 433    | 377    | 29     | 27     |
| C. Hacıbekiroğlu | 10         | 41         | 23         | 13         | 5          | -                | -                | -                | -                | -                | -             | -             | -             | -             | -             | 10     | 41     | 23     | 13     | 5      |
| M. Hacıoğlu      | 22         | 158        | 131        | 17         | 10         | 2                | 15               | 12               | 3                | 0                | 3             | 14            | 10            | 2             | 2             | 27     | 187    | 153    | 22     | 12     |
| B. Hızarcı       | 19         | 103        | 90         | 9          | 4          | 2                | 31               | 28               | 2                | 1                | 4             | 39            | 33            | 4             | 2             | 25     | 173    | 151    | 15     | 7      |
| U. Savaş         | 2          | 1          | 1          | 0          | 0          | -                | -                | -                | -                | -                | -             | -             | -             | -             | -             | 2      | 1      | 1      | 0      | 0      |
| M. Tetik         | 21         | 106        | 83         | 14         | 9          | 2                | 0                | 0                | 0                | 0                | 4             | 11            | 10            | 1             | 0             | 27     | 117    | 93     | 15     | 9      |
| A. Topal         | 8          | 3          | 3          | 0          | 0          | 1                | 0                | 0                | 0                | 0                | 3             | 11            | 6             | 4             | 1             | 12     | 14     | 9      | 4      | 1      |

P = presenze; PT = punti totali; AV = attacchi vincenti; MV = muri vincenti; BV = battute vincenti